# إدريس كنو
ادريس كنو أحد مؤذني المسجد الحرام بمكة المكرمة اسمه إدريس عبد الله محمد كنو , ولد بمكة المكرمة في حارة المسفلة عام 1337 هـ , التحق وهو في الخامسة من عمره بمدرس دار الفائزين أو المدرسة الإسلامية بالمسيال وهي فرع من المدرسة الصولتية بحارة الباب , حيث درس في دار الفائزين إلى الصف الثاني ابتدائي ثم خرج منها لمساعدة والده في دكانه بسوق الليل , وظل معه إلى أن مات فاخذ هو الصنعة إلى أن هدمت دكاكين السوق عام 1395 هـ , ثم التحق بالمسجد الحرام عاملا في مكبرات الصوت إلى عام 1397 هـ ليتم تعينه مؤذنا بالمسجد الحرام , ومكث في الأذان إلى أن توفي عام 1417 هـ في حادث مروري , ودفن في مقبرة المعلاة بمكة المكرمة.